# Blood Pressures
Blood Pressures (с англ. — «Кровяное давление») — четвёртый альбом инди-рок группы The Kills. Выпущен 1 апреля 2011 года в Австралии, 4 апреля 2011 в Европе и 5 апреля 2011 года в США и Канаде.

## Информация об альбоме
Знаменательно то что пластинка отличается как по подходу к записи так по звучанию от прошлой работы что так же не осталось незамеченным со стороны музыкальных критиков. На данном альбоме группа использовала инструменты которые обычно не использует в своей деятельности. В композициях «Satellite» и «DNA» можно услышать пение хор-госпела более того по признанию Элисон Моссхарт и Джейми Хинса во время записи они использовали пианино, меллотрон и настоящие барабаны вместо драм-машины. Песня «Satellite» была выпущена одиночным синглом в январе но позже будет переиздана с двумя ремиксами от Нила Фрейзера и его сына Джо Аривы. Впоследствии ремиксы будут доступны в японском издании в котором помимо прочего была бонусная песня «Willow Weep for Me». В самой композиции «Satellite» была частично заимствована гармония с песни «Fisherman» ямайской регги-группы The Congos. В интервью изданию Spin Джейми Хинс рассказал сама песня написана под впечатлением телефонного разговора с его тогдашней девушкой Кейт Мосс.
Я был в туре, и сигнал продолжал идти. Я продолжал её терять. Это превратилось в мечту о Вселенной и вибрациях, то как голос может идти с одной стороны планеты на другую через спутник – и это всё вибрации. Звучит ужасно [смеётся]. Но это была мечта – на самом деле кошмар – о том, как реально потерять кого-то физически.
Производство и запись началась с осени 2010 года во время перерыва между туром The Dead Weather. Запись была сделана в студии Key Club в городе Бентон-Харбор, штата Мичиган, в той же студии, где ранее группа записала No Wow, Midnight Boom. К работе были привлечены звукорежиссёры с прошлой записи Джессика Раффинс и Билл Скибб который в дополнение взял на себя роль сопродюсера. Основным музыкальным продюсером стал Джейми Хинс вспомогательным продюсером был выбран Дэн Кэри  который работал над следующими композициями: «Satellite», «You Don't Own the Road», «Pots and Pans». Альбом сводился Томом Элмхирстом в лондонской студии RAK Studios, мастеринг был отдан Майку Маршу. Релиз был оформлен графическим дизайнером Филом Джонсом он работал с фронтальной частью альбома. Обратной стороной занимался фотограф Роберт Кнок вместе с Мэттью Купером который помогал в работе с макетом.

## Продвижение
Первый сингл с альбома «Satellite» был выпущен в iTunes 31 января 2011 года. Видеоклип дебютировал на площадке YouTube 9 февраля того же года. Режиссёром стала английский клипмейкер Софи Мюллер. Песня достигла максимальной отметки 33 в чарте Ultratop в Бельгии (регион Валлония). Весной 16 апреля 2011 года сингл будет переиздан на виниле с двумя ремиксами.
«Future Starts Slow» был выпущен как второй сингла 27 июня 2011 года. Музыкальное видео на песню было снято в путешествии группы Филлипом Андельманом и выпущено 20 июня 2011 года. Песня достигла 27 места в чарте Ultratop в Валлонии. Песня была использована в качестве вводной темы для американского мини-сериала 2012 года Политиканы с Сигурни Уивер в главной роли.
«Baby Says» был выпущен 24 октября 2011 года и видеоклип для песни снял Бен Крук премьера которого состоялась 28 октября 2011 года. «The Last Goodbye» был выпущен 13 февраля 2012 года. Видеоклип на песню был снят черно-белым и представлен 18 января 2012 года, режиссером, получившей премию в номинации «Оскар», Самантой Мортон, дебютировавшая в роли режиссера музыкального видео.
До выпуска альбом в конце марта транслировался на веб-сайте группы. В дополнение к официальным синглам, 11 марта 2011 года песня «DNA» была доступна для бесплатной загрузки подписчикам из списка рассылки The Kills.

## Восприятие
| Совокупная оценка | Совокупная оценка |
| Источник          | Оценка            |
| ----------------- | ----------------- |
| Metacritic        | 76/100            |
| Оценки критиков   |                   |
| Источник          | Оценка            |
| AllMusic          | [ 15 ]            |
| BBC Music         | Positive          |
| Clash             | 9/10              |
| NME               | [ 18 ]            |
| Paste             | 8.6/10            |
| Pitchfork         | 6.4/10            |
| Rolling Stone     | [ 21 ]            |
| The Skinny        | [ 22 ]            |
| Slant Magazine    | [ 23 ]            |
| Spin              | 8/10              |

Blood Pressures получило в целом положительные отзывы. В Metacritic, который присваивает нормированный рейтинг из 100 обзоров от основных критиков, альбом получил средний балл 76, основанный на 32 отзывах. В AnyDecentMusic?, который сравнивает обзоры альбомов современной музыки, альбом получил средний балл 7,2 (на основе 34 профессиональных обзоров).
Роб Ферн из журнала Q, писал в то время как Midnight Boom дуэта, отходит от своих корней Suicide / Velvet“ с хип-хоп-битами и более популярным подходом, четвёртый альбом „приносит очередную замену передач“ в основном недавним пребыванием Моссхарт в группе The Dead Weather. Говоря о «явных признаках прогресса» в написании песен группы назвав первый сингл с альбома «Satellite» «инди-гимном в процессе создания», всё же нашёл некоторые другие заявки «зрелости» менее успешными упоминая «Wild Charms» (с участием лид-вокала Хинса) и балладу Моссхарт «The Last Goodbye» среди менее убедительных треков.
Саймон Харпер из журнала Clash, описывал альбом как „грязный, громкий и устрашающе сексуальный“, утверждал, что это — результат года, проведённого обособленно: „Приключения Хинса в области звука обеспечивают плотное продюсирование альбома, в то время как работа Моссхарт в качестве вокалистки Dead Weather вселяет ещё больше уверенности и чванства в её провокационные тексты“.
Джесси Катальдо из журнала Slant Magazine описала четвёртый альбом как „ещё одна весьма успешная попытка вырвать эффективный материал грубым методом из пустоты и инструментального минимализма“. Сравнив первые три альбома копированием звучания („первоначально сформированного артистами, такими как Ник Кейв“) отметив что четвёртый альбом опирается больше на игру с шумом и его искажением („No Wow был резким и тонким, управляемым тревожной дрожью вездесущих драм-машин; Midnight Boom в некотором смысле была шагом в ещё более редком направлении, полным пустых мест и необычных мелодий; и Blood Pressures отталкивается на более сильную территорию, опираясь на шум и искажения, отбрасывая большинство претензий на тонкость“).
Роб Шеффилд из журнала Rolling Stone так же оценил новый подход к музыкальной составляющей заключив что альбом полон сексуального напряжения („В Blood Pressures новое внимание к разнообразию и звуковым деталям, с оттенком готического госпела в бэк-вокале. Наряду с обычными лоскутными блюзовыми тирадами («Nail in My Coffin») есть сюрпризы, такие как пронзительная песня с факелом из нуар-фильмов, «The Last Goodbye» и атмосфера дискотеки мод-шестидесятых в «Satellite». Во всём Blood Pressures, Kills создают настроение бурного сексуального напряжения - как будто всём в клубе становится жарко, но никому не везёт“).
Микаэль Вуд из SPIN в своей рецензии обратил внимание на изменение написания песен („Учитывая недавние приключения Элисон Моссхарт с Dead Weather (и выходки Джейми Хинса с невестой Кейт Мосс), неудивительно, что новая пластинка Kills представляет собой более экспансивное звучание лондонского блюз-панк-дуэта. Но что удивительно, так это то, как сильно эволюционировало их написание песен: «Satellite» - это ползучий фузз-фанк-джем, а «Nail in My Coffin» - это запоминающийся припев в стиле арен-гламур. В «The Last Goodbye» они даже снимают старинную фортепианную балладу о неспособности Мосхарт «выжить за счёт половинчатой любви, которая никогда не будет цельной»“).

## Список композиций
Слова и музыка всех песен — The Kills кроме «Satellite» написана при участии группы The Congos.
| №   | Название                  | Длительность |
| --- | ------------------------- | ------------ |
| 1.  | «Future Starts Slow»      | 4:05         |
| 2.  | «Satellite»               | 4:14         |
| 3.  | «Heart Is a Beating Drum» | 4:20         |
| 4.  | «Nail in My Coffin»       | 3:32         |
| 5.  | «Wild Charms»             | 1:14         |
| 6.  | «DNA»                     | 4:32         |
| 7.  | «Baby Says»               | 4:28         |
| 8.  | «The Last Goodbye»        | 3:41         |
| 9.  | «Damned If She Do»        | 3:52         |
| 10. | «You Don't Own the Road»  | 3:22         |
| 11. | «Pots and Pans»           | 4:35         |

| №   | Название                       | Длительность |
| --- | ------------------------------ | ------------ |
| 12. | «Willow Weep for Me»           | 3:07         |
| 13. | «Satellite» (Warbler Ariwa)    | 4:14         |
| 14. | «Satellite» (Out Of Orbit Dub) | 4:18         |

## Участники записи
| The Kills - Элисон Моссхарт — вокал, гитара. - Джейми Хинс — гитара, вокал, меллотрон, барабаны, перкуссия, продюсер. Приглашённые музыканты - Хор-госпелов — вокал (№ 2, № 6). - The Congos — элемент «Fisherman» (песня № 2). | Технический персонал - Том Элмхирст — звукорежиссёр сведения. - Билл Скибб — продюсер, звукорежиссёр. - Джессика Раффинс — звукорежиссёр. - Дэн Кэри — звукорежиссёр. - Майк Марш — мастеринг. |

## Чарты
| Charts (2011)                                | Высшая позиция |
| -------------------------------------------- | -------------- |
| Австралия (ARIA)                             | 43             |
| Австрия (Ö3 Austria)                         | 31             |
| Бельгия/Фландрия (Ultratop)                  | 16             |
| Бельгия/Валлония (Ultratop)                  | 29             |
| Canadian Albums                              | 37             |
| Нидерланды (Album Top 100)                   | 38             |
| Франция (SNEP)                               | 8              |
| Германия (Media Control)                     | 33             |
| Новая Зеландия (RMNZ)                        | 32             |
| Швейцария (Schweizer Hitparade)              | 16             |
| Великобритания (UK Albums Chart)             | 40             |
| Великобритания (UK Independent Albums Chart) | 9              |
| США (Billboard 200)                          | 37             |
| США (Billboard Independent Albums)           | 8              |
| США (Billboard Top Alternative Albums)       | 4              |
| США (Billboard Top Rock Albums)              | 6              |
| США (Billboard Top Tastemaker Albums)        | 3              |

## История выпуска
| Region         | Date          | Label  | Format(s)            |
| -------------- | ------------- | ------ | -------------------- |
| Australia      | April 1, 2011 | Domino | CD, digital download |
| Austria        | April 4, 2011 | Domino | CD, digital download |
| France         | April 4, 2011 | Domino | CD, digital download |
| Germany        | April 4, 2011 | Domino | CD, digital download |
| Ireland        | April 4, 2011 | Domino | CD, digital download |
| Sweden         | April 4, 2011 | Domino | CD, digital download |
| United Kingdom | April 4, 2011 | Domino | CD, digital download |
| Canada         | April 5, 2011 | Domino | CD, digital download |
| United States  | April 5, 2011 | Domino | CD, digital download |